# Städning

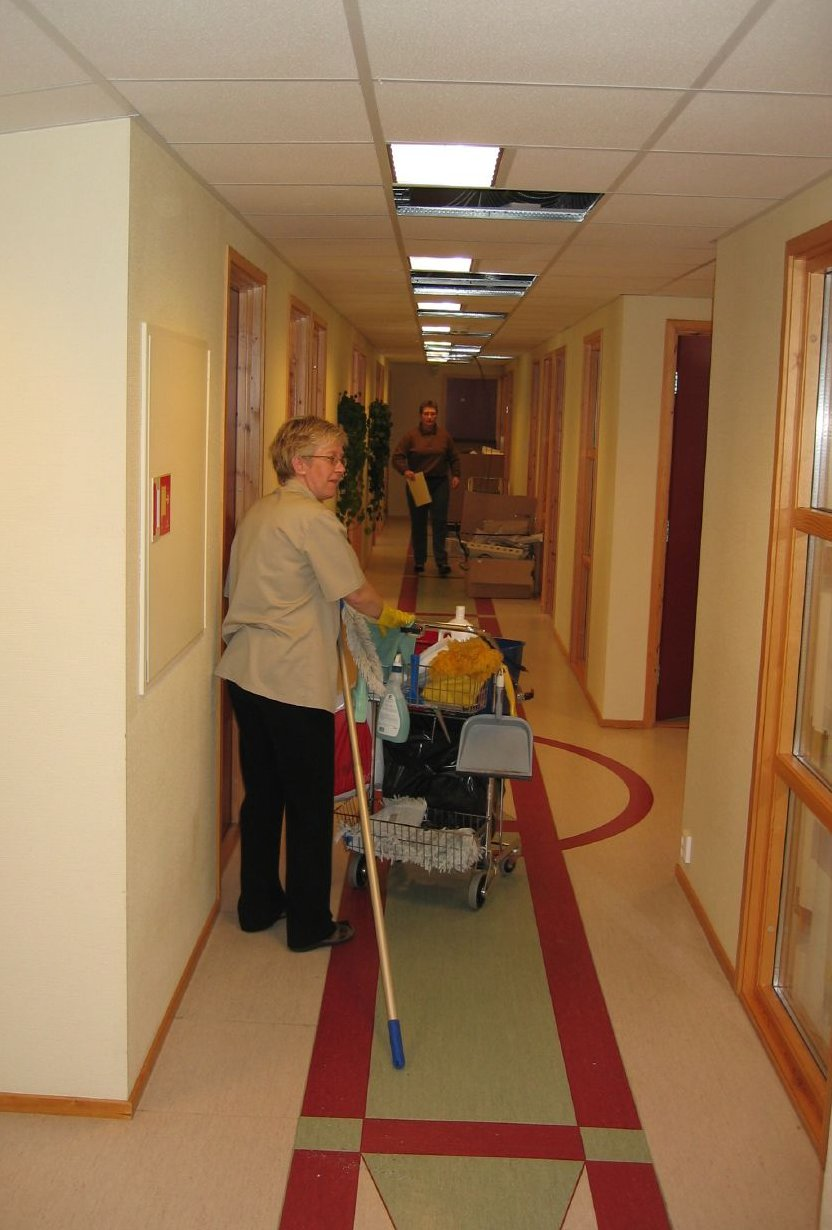
Städare med städvagn i korridor.

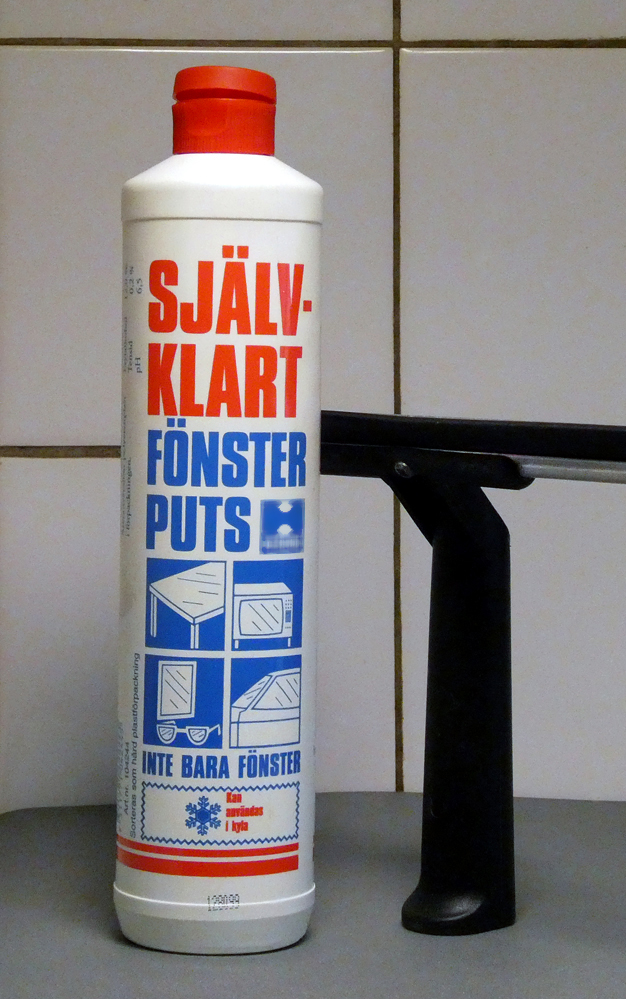
Fönsterputs och fönsterskrapa är vanliga hjälpmedel vid städning.

Städning eller lokalvård innebär att rengöra lokaler och andra miljöer samt att ställa föremål i ordning. Den som utför städning yrkesmässigt kallas städare, städpersonal, hygientekniker, lokalvårdare eller hemstädare.
Städning är en rutinsysselsättning i privata hem, på arbetsplatser och i offentliga miljöer; inom vården är städning av stor vikt.
Rengöring innefattar exempelvis dammsugning, dammtorkning, tvätta golv samt skura toaletter och handfat, men också tömma papperskorgar, torka ur skåp, skaka dukar samt dammsuga gardiner och väggar. I professionella städsammanhang används många maskiner, särskilt för golvvård.
Att åstadkomma ordning i en lokal kan innebära att se till att varje föremål och möbel står eller ligger på en bestämd plats. Stolar inskjuts under bord, kuddar skakas och placeras snyggt uppställda i en soffa, blommor vattnas eller ordnas fräscha och snygga i vaser, böcker ställs upp i hyllor och så vidare.
Man skiljer mellan vecko- och storstädning. Vid storstädning flyttas även tyngre möbler för att möjliggöra rengöring bakom och under dem, fönster tvättas, gardiner tvättas eller byts och mattor piskas eller tvättas.
Städning underlättas av ändamålsenlig klädsel, som till exempel skyddande förkläde med stora fickor.
Städning har förenklats under åren allt eftersom modernare apparater för städning tillkommit, som exempelvis dammsugaren. Innan den fanns fick man städa genom att sopa noggrant och sedan skura golvet. Många gånger fick man också sitta på knä med en borste och trasa och rengöra.
I Sverige finns en standard för fastställande och bedömning av städkvalitet, SS 627801.

## Julstädning och vårstädning
Julstädning är en storstädning som traditionellt utförs innan julhelgen och som även innefattar julpyntning av de färdigstädade lokalerna. Vårstädning är en storstädning som traditionellt utförs i början av våren.

## Flyttstädning
Flyttstädning är en grundligt utförd städning av en bostad som genomförs innan utflyttning sker. Några fasta regler för hur rent det ska vara efter en flyttstädning finns inte, men att bostaden ska vara flyttstädad skrivs nästan alltid in i köpekontraktet och hur städningen ska utföras är en avtalsfråga mellan köpare och säljare.
Det är vanligt att den som flyttar ut själv städar lägenheten. I de fallen är det också vanligare med klagomål från den som flyttar in än om en städfirma har anlitats. Klagomålen brukar handla om slarv med fönsterputsning eller att det inte är rent bakom spisen. Vid klagomål från den nya hyresgästen har den som flyttat ut inte rätt att själv åtgärda felen. Istället anlitas en städfirma och den som flyttat ut faktureras. För den som utnyttjar RUT-avdraget blir det i de fallen ofta billigare att anlita en städfirma från början.
Enligt SABOs nyckeltal kostar det cirka 4 600 kronor att flyttstäda en trea på 75 kvadratmeter, men för den som själv anlitar en städfirma och använder RUT-avdraget kan det räcka med 2 400 kronor beroende på var man bor.

## Städmetod inom vården
Städning avser att smuts och damm tas bort samt att mängden mikroorganismer reduceras. Detta kan bidra till färre infektioner genom förebyggande smittspridning. Städning tar bort eller minskar olika partiklar som kan påverka luftens kvalitet. En korrekt städning minskar mängden mikroorganismer och hämmar deras tillväxt. Det krävs utbildning i städteknik och basala hygienrutiner för lokalvårdare och vårdpersonal."
Städmetoder:
- Torr städmetod, inget vatten eller rengöringsmedel används. Metoden fungerar så att damm och smuts absorberas i mopp eller trasa.[6]
- Fuktig städmetod, vid fuktig städmetod används vanligen fuktad mopp eller trasa. Fuktig metod använder vattnets egenskaper i städmaterialet utan att detta efterlämnas på städytan. Moppar och trasor består ofta av mikrofiber som har bra rengörande effekt med endast vatten.[6]
- Våt städmetod, används vid kraftig nedsmutsning. Våt städmetod verkar genom att blöta upp smuts och fläckar. När man använder mopp och vatten tillförs oftast någon form av kemikalie/rengöringsmedel. Restvatten skall torkas upp[6] för att minimera halkrisk.

## Kvalitésäkring inom städ - INSTA80
I norden finns det ett kvalitésäkringssystem som heter INSTA800.
Med Nordisk standard för städkvalitet säkerställer man att leverantören och kunden talar samma språk. När man har en likartad uppfattning om städkvaliteten underlättas en positiv dialog.
SS 62 78 01 är en nordisk standard tidigare kallad INSTA 800, som används för att i förväg beskriva och i efterhand utvärdera städkvaliteten i en given lokal – oberoende av vilka städsystem, frekvenser eller metoder som används. Utvärderingen ska ske omedelbart efter utförd städning.